# Giovanni Dondi dell'Orologio

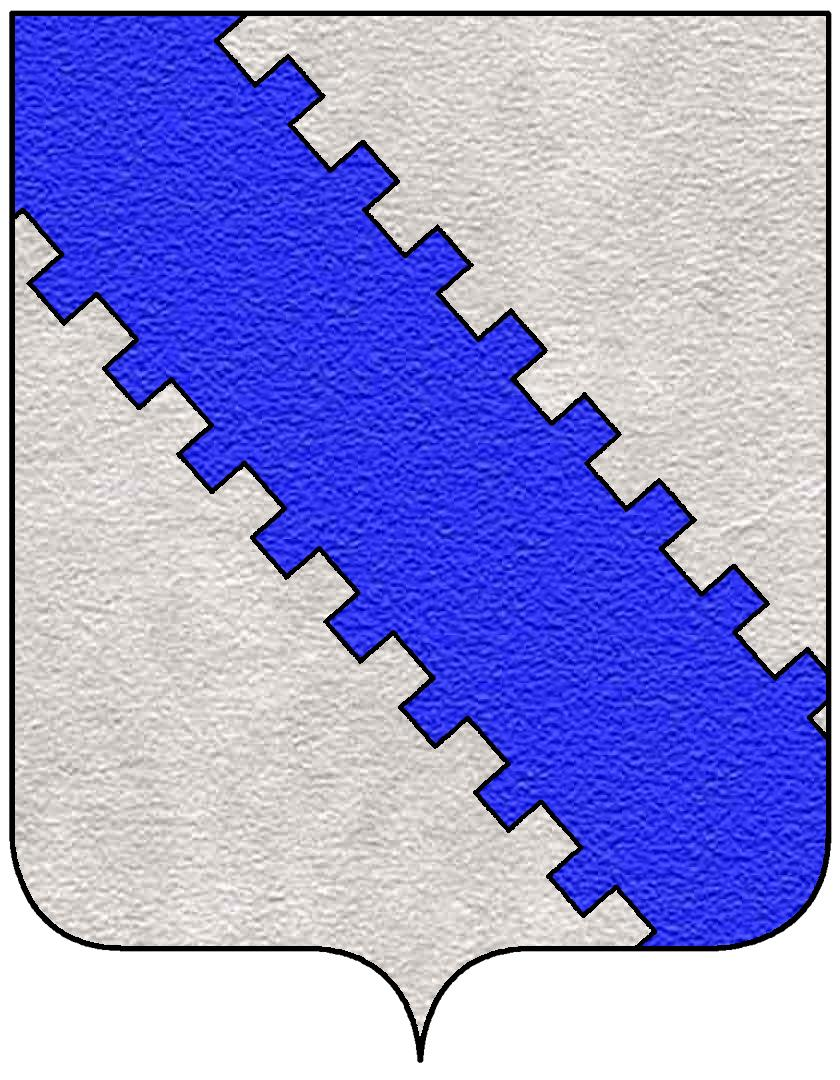
Stemma Dondi dall'Orologio: banda controdoppio merlata azzurra in campo argento.

Giovanni Dondi dall'Orologio (Chioggia, 1330 circa – Abbiategrasso, 1388) è stato un medico, astronomo, filosofo, poeta e orologiaio italiano.

## Biografia
Nato a Chioggia da Jacopo Dondi, col quale è stato spesso confuso, studiò medicina, astronomia, filosofia e logica presso l'Università di Padova, dove dal 1354 divenne professore. Nel 1362 si trasferì a Pavia; dopo un periodo a Firenze, vi ritornò dal 1379 come medico e astrologo di corte dei Visconti e insegnò presso l'Università di Pavia.
Scrittore di rime, amico e corrispondente di Francesco Petrarca, fu anche tra i pionieri dell'archeologia: nel 1375, in occasione di un viaggio a Roma, descrisse e misurò monumenti classici, copiò iscrizioni e trascrisse i dati rilevati nel suo ‘'Iter Romanorum'’.
Ritenuto a lungo morto nel 1389, è invece stato accertato essere morto nel 1388 ad Abbiategrasso e solo nel 1389 trasferito e sepolto a Padova.
La sua fama è legata soprattutto all'astrario da lui progettato a Padova e costruito a Pavia, dove, ancora alla fine del Quattrocento era conservato, nel castello di Pavia,  presso la biblioteca Visconteo-Sforzesca.

## L'astrario

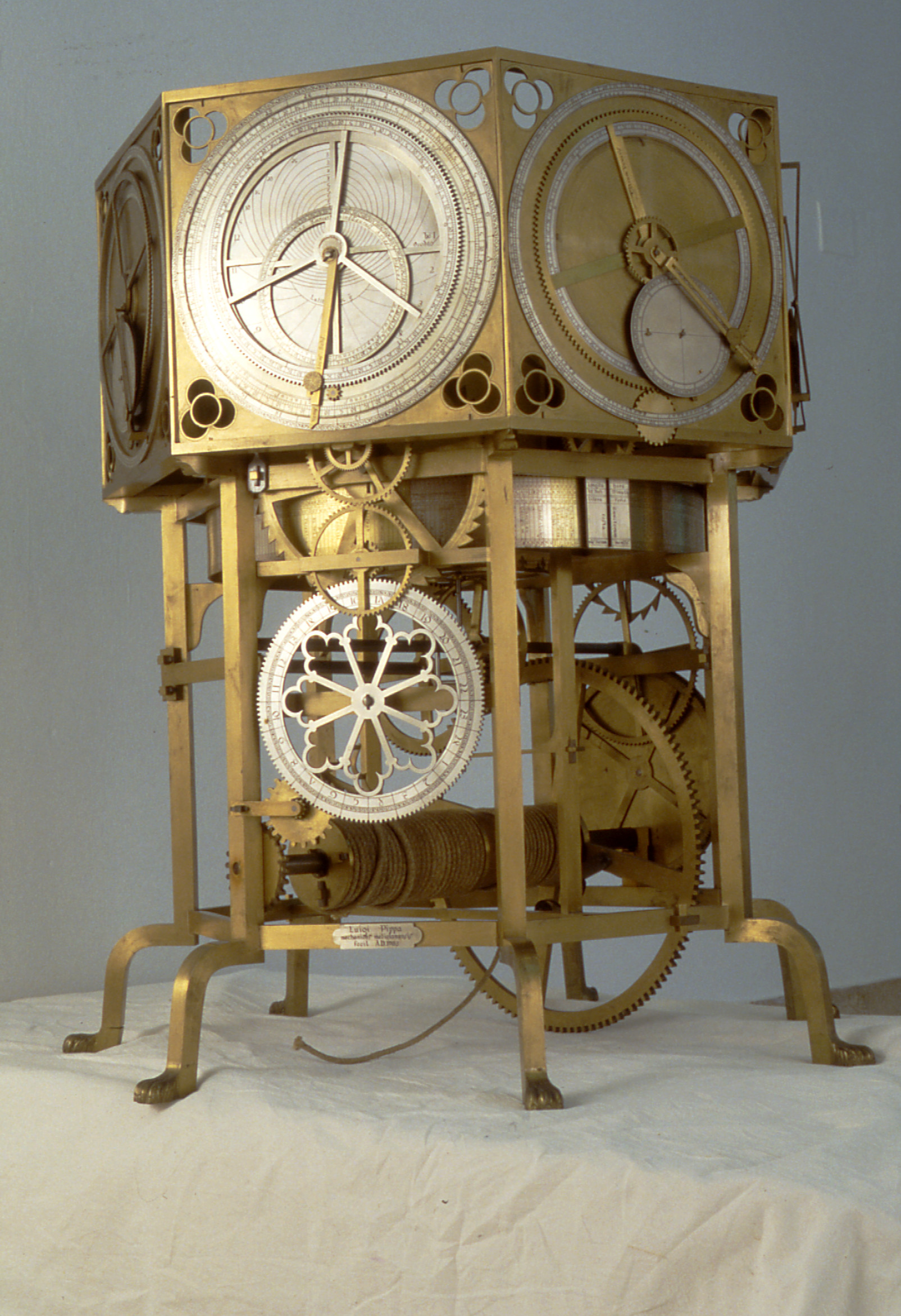
L'astrario di Giovanni Dondi è un orologio astronomico che mostra l'ora, il calendario annuale, il movimento dei pianeti, del Sole e della Luna. Per ogni giorno sono indicati l'ora dell'alba e del tramonto (alla latitudine di Padova), la "lettera domenicale" che determina la successione dei giorni della settimana e il nome dei santi e la data delle feste fisse della Chiesa. Ricostruzione, Museo nazionale della scienza e della tecnologia Leonardo da Vinci, Milano.

L'orologio astronomico (o astrario) di Dondi è andato distrutto, ma è ben conosciuto perché il suo ideatore ne dette una particolareggiata descrizione nell'opera Astrarium, trasmessa da due manoscritti. Si trattava di un congegno mosso da pesi, di piccole dimensioni (alto circa 85 cm, largo circa 70), racchiuso in un involucro a base eptagonale. Grazie ad una serie di ingranaggi l'astrario riproduceva i moti del Sole, della Luna e dei cinque pianeti. Esso indicava anche la durata delle ore di luce alla latitudine di Padova. 
Come misuratore del tempo esso, oltre all'ora, indicava (forse per la prima volta tra gli orologi meccanici) anche i minuti, a gruppi di dieci. 
La presenza di opere arabe nella biblioteca di Dondi ha fatto sospettare che la progettazione sia stata influenzata da autori arabi.
Una ricostruzione dell'astrario di Dondi realizzata nel 1963 è esposta nella sezione orologeria del Museo nazionale della scienza e della tecnologia Leonardo da Vinci di Milano.
L'orologio astronomico che si può tuttora ammirare sulla Torre dell'Orologio (Padova) (in Piazza dei Signori) è una copia non dell'astrario di Giovanni Dondi, ma dell'orologio costruito nel 1344 dal padre Jacopo Dondi.

## Curiosità
- Secondo la tradizione sarebbe stato Giovanni Dondi ad introdurre a Padova dalla Polonia la gallina col ciuffo, oggi nota come gallina padovana. In realtà, il giornalista padovano Franco Holzer in una sua ricerca[6] ha potuto stabilire che non vi è documentazione alcuna che attesti che Giovanni Dondi dall'Orologio abbia mai avuto contatti con la Polonia o che l'abbia mai visitata.
- A lui è dedicata una delle statue che adornano il Prato della Valle, a Padova.
- Nel 1989, in occasione del 600 anniversario della morte, il Circolo Numismatico Patavino gli ha dedicato una medaglia commemorativa opera dello scultore bellunese Massimo Facchin.

A Giovanni De'Dondi è dedicata la ballata iniziale di Mausoleum. Siebenunddreißig Balladen aus der Geschichte des Fortschritts (1975) del poeta tedesco Hans Magnus Enzensberger.

## Edizioni delle opere
- Giovanni Dondi dall'Orologio, Rime, a cura di Antonio Daniele, Neri Pozza, Vicenza, 1990.
- Giovanni Dondi dall'Orologio, Astrarium, a cura di E. Poulle, CISST, 1988.
- Baillie G.H. e altri, The Planetarium of Giovanni De Dondi, The Antiquarian Horological Society, London, 1974. (Contiene la traduzione inglese dell'Astrarium).
- Opera omnia Jacobi et Johannis de Dondis, corpus pubblicato sotto la direzione di Emmanuel Poulle. Padova: 1, 1987.